# Cratere Gauss
Gauss è un grande cratere lunare di 170,72 km situato nella parte nord-orientale della faccia visibile della Luna. Appartiene ad una categoria di formazioni lunari chiamata circhi, ovvero crateri molto grandi, con diametri che superano i 110 km. A causa della sua posizione, il cratere appare piuttosto distorto dalla prospettiva e la sua visibilità è condizionata dalla librazione lunare.
A nordest del cratere Gauss è presente il grande cratere Riemann, situato ancora più vicino all'orlo lunare, mentre a sudovest sono presenti i crateri Hahn e Berosus. Direttamente a sud è presente il cratere Seneca.
L'orlo del cratere Gauss è maggiormente definito nella metà settentrionale e le pareti interne presentano dei terrazzamenti a nordovest e appaiono curvate a nordest. La metà meridionale del bordo è maggiormente erosa.
Il fondo del cratere è piuttosto piatto, con piccoli crateri che segnano la superficie nella zona meridionale. È anche presente il piccolo cratere 'Gauss B' lungo la parete interna del bordo orientale, e 'Gauss A' che giace sull'orlo a nordest di 'Gauss B'. Il fondo è segnato anche da diversi crepacci, in particolare sui bordi orientale e nordoccidentale. L'orlo irregolare e una serie di rialzi a nord danno l'impressione di una cresta che attraversa la superficie interna da nord a sud.
Il cratere è dedicato allo scienziato tedesco Carl Friedrich Gauss. 

## Crateri correlati
Alcuni crateri minori situati in prossimità di Gauss sono convenzionalmente identificati, sulle mappe lunari, attraverso una lettera associata al nome.
| Gauss | Coordinate            | Diametro (in km) |
| ----- | --------------------- | ---------------- |
| A     | 36°32′24″N 82°46′12″E | 20,7             |
| B     | 35°59′24″N 81°36′00″E | 35,46            |
| C     | 39°43′12″N 72°09′36″E | 30               |
| D     | 39°22′12″N 73°53′24″E | 25,11            |
| E     | 35°21′00″N 77°42′36″E | 10,45            |
| F     | 34°49′48″N 78°23′24″E | 18               |
| G     | 34°15′36″N 79°00′36″E | 18,01            |
| H     | 33°09′00″N 76°52′12″E | 12,13            |
| J     | 40°34′12″N 72°39′00″E | 15,82            |
| W     | 34°37′48″N 80°16′48″E | 18,5             |